# Heinrich Röck
Heinrich Röck (* 15. Juli 1928 in Gladenbach; † 28. Dezember 2020 in Trostberg) war ein deutscher Chemiker.

## Biographie
Röck studierte Chemie an der TU Darmstadt und promovierte anschließend 1955 an der Universität Göttingen in Physikalischer Chemie.
Ab 1956 war Röck beim Chemieunternehmen SKW Trostberg in Trostberg tätig. Zunächst arbeitete er in der Forschungs- und Entwicklungsabteilung, anschließend als Werkleiter und ab 1966 als Mitglied des Vorstands.
Nach seinem Eintritt in den Ruhestand 1989 widmete er sich der Umwelt- und Klimaforschung, worüber er mehrere Bücher veröffentlichte.
Röck wurde 1988 zum Ehrensenator der TU München ernannt.

## Veröffentlichungen (Auswahl)
- Messung und Auswertung von Verdampfungsgleichgewichten binärer Systeme. Dissertation, 1955.
- Destillation im Laboratorium, extraktive und azeotrope Destillation. Steinkopff Verlag, Darmstadt 1957.
- Ausgewählte moderne Trennungsverfahren zur Reinigung organischer Stoffe. Steinkopff Verlag, Darmstadt 1960.
- Eiswissen und Lernkurve. Erdl Verlag, Trostberg/Obb. 1998.
- Wohin ändert sich das Klima? Eigenverlag, Trostberg/Obb. 2006.